# Henricus Houben
Henricus (of Hendrik) Houben (1735 – 1785) was de leider van de bokkenrijdersbende met als middelpunt Ophoven en Geistingen van 1784 tot 1785.

## Leven

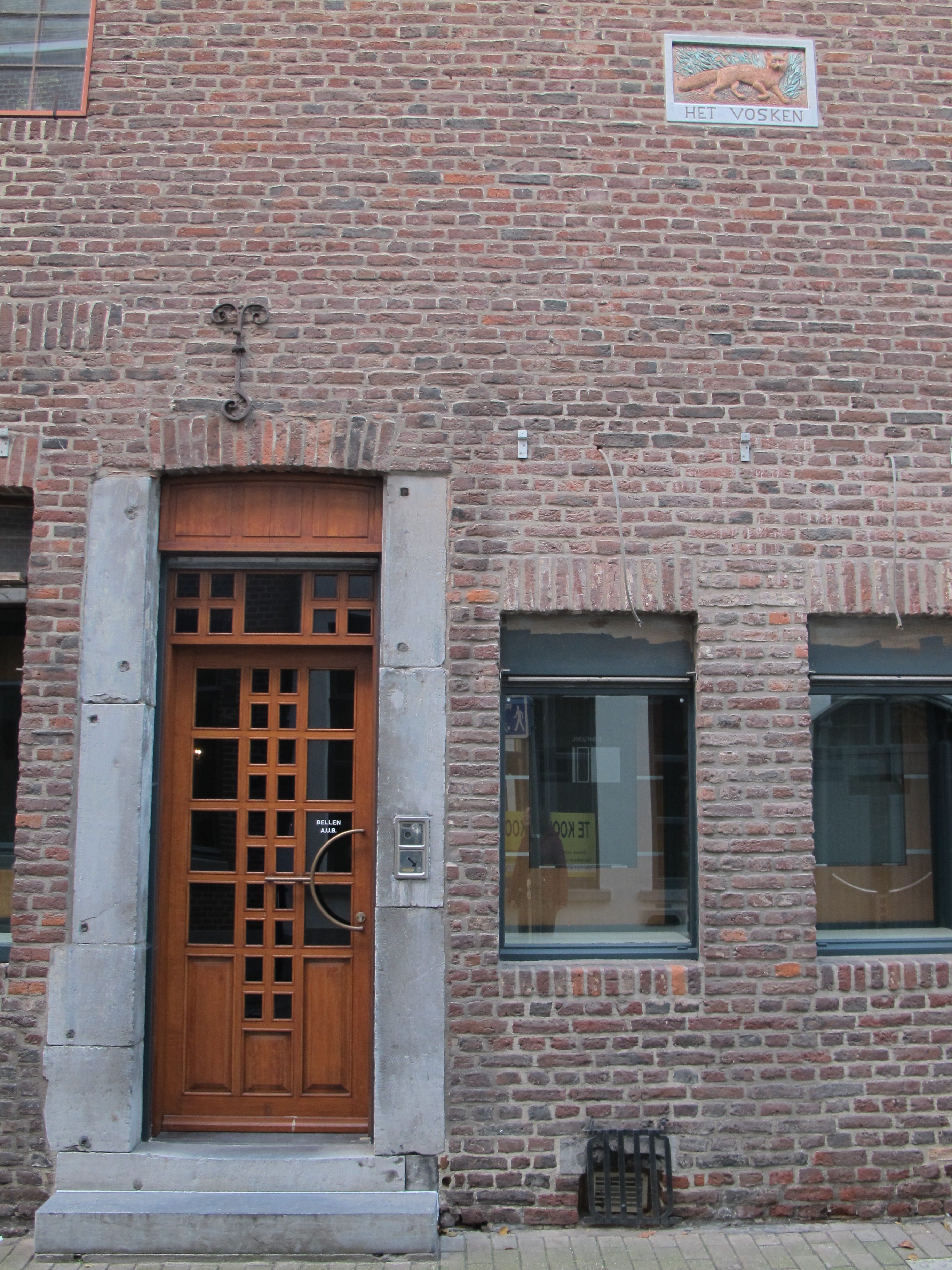
Voorkant van Het Vosken

Henricus Houben werd geboren op 24 oktober 1735 in Maaseik. Zijn ouders heetten Lambertus en Maria van Pey. Op 28 november 1760 huwde hij met Maria Gertrudis Vogels en ze hadden samen acht kinderen. Hij was schoenmaker van beroep en woonde in ‘Het Vosken’. Het huis is sinds 16 december 1991 beschermd monument en sinds 1 februari 2018 bestempeld als onroerend erfgoed. Het is nog steeds te vinden op de hoek van Markt 30 en de Boomgaardstraat in het centrum van Maaseik. Het feit dat Houben hier kon wonen, getuigde van een zekere status.
Vooraan het huis, aan de kant van de Boomgaardstraat, bevond zich een valluik dat toegang gaf tot de kelder. Vanuit de kelder, die qua oppervlakte even groot zou zijn als het woongedeelte, gaf een deur toegang tot een ondergrondse gang die doorliep tot aan de Maas. Deze toegang bevond zich aan de kant van het marktplein en werd later dichtgemetseld.

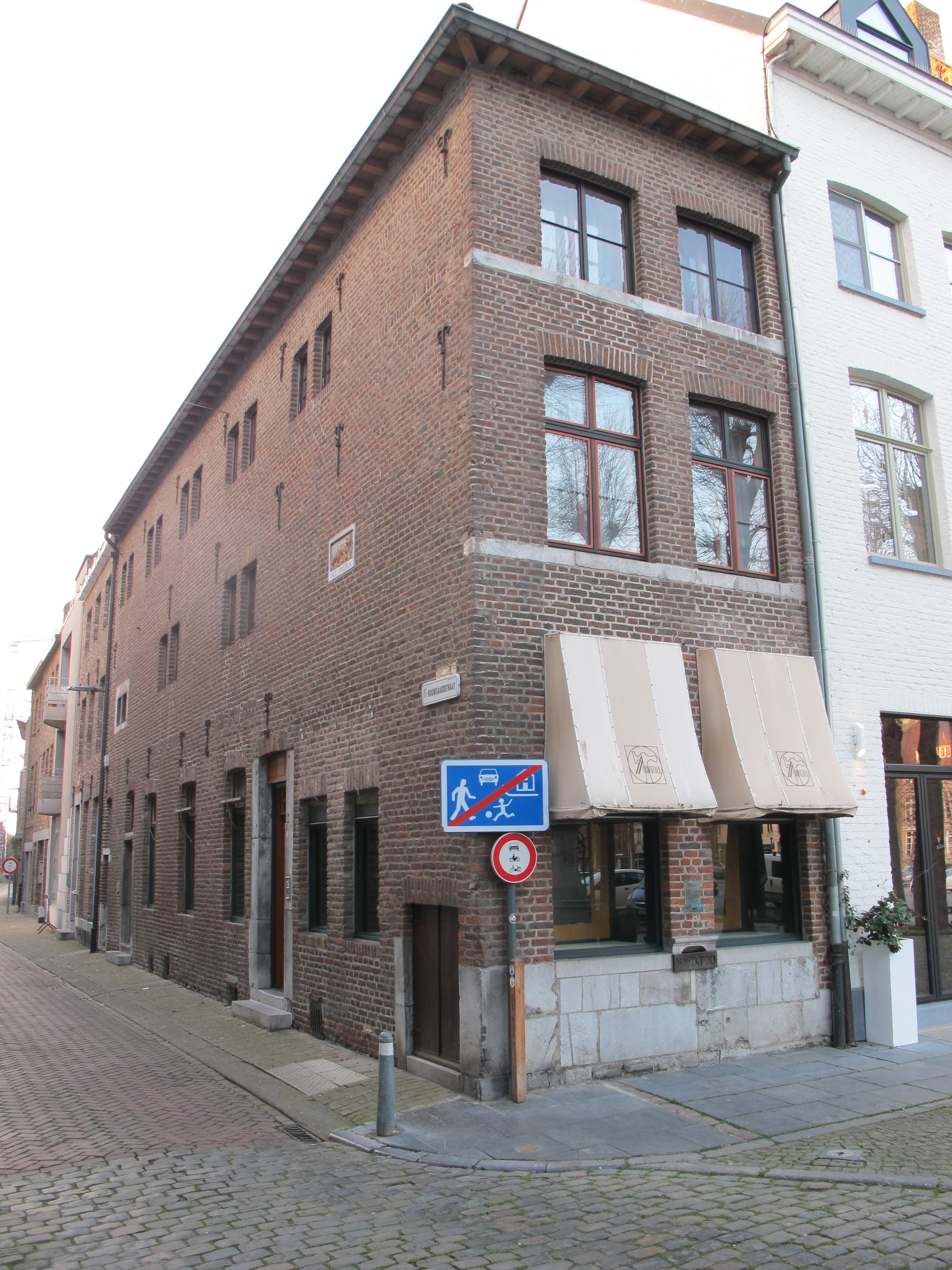
Woning van H. Houben aan Boomgaardstraat en Markt 30

### De goddeloze eed
Zijn medeplichtigen noemden Houben 'de Pastoor'. Dat kwam omdat hij in de kelder van zijn huis de goddeloze bokkenrijderseed van zijn bendeleden afnam. Deze eed moest men afleggen zodat de bende er zeker van was dat er geen verraad werd gepleegd indien men gevangen werd genomen en gefolterd. Volgens de geschriften beschreef een van de medeplichtigen het ritueel als volgt:
"Houben nam een kruis en twee brandende kaarsen en zette deze op een tafel. Het nieuwe lid moest met opgestroopte broek en afgestreken kousen op zijn blote knieën voor de tafel gaan zitten en met zijn handen op de voet van het kruis de volgende woorden nazeggen: 'Ik N.N. zweer God af en de duivel aan, en dat de duivel mij de hals zal breken zo ik iemand zal verraden; en zo ik gevangen zijnde in de pijnen van tortuur iemand zou verraden dat altijd zal herroepen.' Na de eedaflegging moest het nieuwe lid nog negen Onze Vaders (vaderons) en negen Weesgegroeten bidden in duivels naam."
De eed zou ook door Henricus Houben zijn afgenomen in de kapel te Ophoven, bij het kruis, waarna de leden hun naam in het ledenboek mochten schrijven.

## Situering

### Ontstaan bokkenrijders
In de achttiende eeuw werd in Limburg, vooral in de gebieden rond de Maas, de armoede groter. Dat kwam onder andere doordat Maaseik bezet werd door Staats-Britse troepen van Marlborough (1702-1712) gevolgd door de Duitse bezetting in de jaren 1730, samen met talrijke misoogsten en de veepest die vooral woedde van 1768-1786. Deze armoede en hongeroproer gaf aanleiding tot het ontstaan van verschillende bokkenrijdersbenden, in een regio die zich uitstrekte van het huidige Zuid-Limburg op Nederlands grondgebied (toen de Landen van Overmaas) naar Noord-Limburg op Belgische bodem (Graafschap Loon onder het prinsbisdom Luik) en van de Kempen tot in de Voerstreek. Deze bendes zouden zware misdaden plegen zoals kerken leegroven, brandbrieven schrijven en de duivel aanbidden. De link met de heksensabbat werd gelegd door een kopergravure van Michael Herr met het onderschrift 'Bockreiten'. Hierbij is te zien hoe mannen en vrouwen komen aanvliegen op bokken en bezems en hoe een dronken vrouw door de duivel wordt verleid.
Deze periode kenmerkt zich door vele veroordelingen voor criminele feiten. De misdadigers waren voor de machthebbers allen bedreigend en opstandig. Toch zijn er vier kenmerken waarmee men heksenprocessen met bokkenrijders vergelijkt. Bij bokkenrijders is er sprake van de goddeloze eed, het is een groepsproces (sneeuwbaleffect in het noemen van misdaden en medeplichtigen), het gerecht komt eraan te pas en de verdachten zijn gedomicilieerd, dus ze waren geen zwervers, maar hadden een gezin en een beroep. Vooral het eerste kenmerk is doorslaggevend, maar Henricus Houben voldoet aan alle vier. Toch was er in de geschriften in de tijd van het proces van Houben en zijn bende geen sprake meer van 'bokkenrijders', enkel van de goddeloze eed.
Tussen 1743 en 1794 vonden er in deze streken zeven belangrijke vervolgingsperiodes plaats: drie in de Landen van Overmaas en vier in het neutrale en onafhankelijke Graafschap Loon. Elke periode had een specifieke tijdspanne waarin een bepaalde bokkenrijdersbende berecht werd. Henricus Houben maakte deel uit van de bende die actief was tussen 1784-1786 in Ophoven en Geistingen. Dit was de vijfde bende binnen deze zeven bokkenrijdersgroepen ofwel de tweede in het Graafschap Loon.

### Brandbrieven
Deze groep van Houben in Ophoven kenmerkt zich, naast het sluiten van de goddeloze eed, door het gebruik van brandbrieven. In een brandbrief werd gedreigd met brandstichting als de gevraagde som geld, meestal tweehonderd gulden, niet op een bepaalde plaats werd achter gelaten. In die tijd was het dagloon van een ongeschoolde een halve gulden, dat van een geschoolde bedroeg ongeveer één gulden. Er kan een onderscheid gemaakt worden tussen twee soorten de brandbrieven. De 'mooie' brandbrieven, waarvan de eerste gevonden werd op kerstdag 1782 en de volgende pas op nieuwjaarsdag 1785, waren in verzorgd schrift, opmerkelijk lang, met een bepaalde structuur en vaak in rijm. Het getuigde van intellectueel niveau van de schrijver. In februari 1785 begon de bende waar Henricus Houben deel van uit maakte, ook aan het schrijven van een reeks brieven. Deze brieven waren beter bekend als de 'lelijke' brieven en kenmerkten zich doordat ze een onverzorgd schrift bevatten, kort waren en soms zelfs onleesbaar. Wie wel deed wat er in de brief stond, ontving dezelfde of de volgende dag een kwitantie of een soort betalingsbewijs. Halverwege juli 1785 kwam aan het licht dat Philip Mertens de initiatiefnemer was in het schrijven van brandbrieven. Zijn geschrift komt overeen met de 'mooie' brieven.

### Verdacht
De zoon van radenmaker Jacob Muyzers uit Ophoven vond een 'lelijke' brief in zijn werkhuis op zaterdag 12 februari 1785. De daders vroegen om tweehonderd gulden, maar de brief was haast onleesbaar. Er stond bovendien twee keer "Wij zullen u met assen lonen" in. Jasper Gielen, ook uit Ophoven, vond een gelijkaardige brief op dezelfde dag. De dag nadien, toen het geld moest worden gelegd, hadden bespieders Henricus Houben zien vluchten van het kerkhof door de boomgaard, angstig achterom kijkend, richting het huis van Joost Kerckx, de schoonbroer van Leonard Raemaekers, de kleermaker. Deze laatste werd al eerder verdacht als medeplichtige van de bende van Houben. Houben en Raemaekers werden vaak samen gezien op momenten van geldophaling. In het huis van Raemaekers zou Henricus bovendien een grote eiken kist hebben staan waarin de buit werd bewaard.

### Kruiwagentruc
Volgens de overgeleverde geschriften werd vaak gebruik gemaakt van de zogenaamde kruiwagentruc. Een man liep met een kruiwagen geladen met stro of een grote kist dicht bij de plek waar er geld werd achter gelaten. Toevallig stopte hij daar om zijn behoefte te doen en zette daarna zijn weg voort. Wanneer de wachters, die ondertussen op de hoogte waren van de brandbrief, er toekwamen, was het geld verdwenen. Het vermoeden was dat er in de kist of onder het stro iemand verborgen zat. Na het afnemen van bekentenissen onder martelingen, kwam men te weten dat de kruier een medeplichtige bokkenrijder was en de persoon in de kruiwagen was hoogstwaarschijnlijk de dochter van Henricus Houben.

## Proces

### Ontdekking
Tijdens de hoogmis op de ochtend van zondag 13 februari 1785 had een meid gezien hoe Leonard Raemaekers tegen een medeplichtige sprak over het kerkhof, de plaats waar die dag het geld van Jacob Muyzers zou liggen. Bovendien zou Raemaekers op zijn zak geklopt hebben alsof hij aangaf dat de buit binnen was. De 28-jarige Henricus Houben uit Ophoven besloot om diezelfde avond in een boom op de loer te gaan liggen dichtbij de plaats waar zijn buurman Jasper Gielen gevraagd werd om zijn geld achter te laten. Misschien kon hij de bendeleden zo op heterdaad betrappen. Dat was inderdaad het geval. Leonard Raemaekers en zijn medeplichtige uit de hoogmis bukten zich bij de legplaats. De steen waaronder het geld lag, was echter vastgevroren. Henricus sprong uit de boom en ging Jasper Gielen en de kapelaan verwittigen. De verdachten vluchtten weg zonder buit en waren spoorloos verdwenen.

### Aanhouding
Met deze ontdekking werd een link gelegd tussen Leonard Raemaekers en de 50-jarige Henricus Houben uit Maaseik. Toch werd Houben pas op 26 februari 1785 'civiel gevangen' (gevangenneming zonder aanhoudingsbevel) en op het stadhuis van Maaseik gevangengezet. Hij werd aangehouden omdat twee schoolmeesters uit Stevensweert, die expert waren op het gebied van handschriften, het zijne hadden herkend in een brandbrief aan de zusters Agneten van het Grootklooster in Maaseik. Door middel van die brandbrief, die niet bewaard is gebleven en waarvan de precieze datum niet is gekend, perste hij de begijnen af. Toen er een onderzoek naar hem kwam, verklaarden veel ooggetuigen, inwoners van Ophoven en Geistingen, dat hij vaak in de buurt van de geldopname werd gesignaleerd of men had hem zelfs zien wegvluchten. Veel mensen noemden Houben zijn naam ook als mogelijk bendelid. Dit zorgde ervoor dat schout of landscholtis Gisbert Carolus Van der Meer, die het onderzoek rond bokkenrijders leidde in zijn rechtsgebied Ophoven-Geistingen, de verdachte Leonard Raemaekers aanhield. Deze laatste zijn zuster en schoonbroer, Joost Kerckx, sloegen op de vlucht en werden zo automatisch verdacht.

### Ondervraging
Op 20 april kwam er een confrontatie tussen Joost Kerckx, die inmiddels was opgepakt en aan het praten was geslagen, en Hendrik Houben. Dit had tot gevolg dat men Houben ook aan de tand wilde voelen en hij werd met tortuur bestraft waarna hij onder druk 'bekende' geld te hebben opgehaald van de religieuzen van het Grootklooster. Op de vraag wat hij met zijn deel van het geld had gedaan, gaf hij verschillende antwoorden: de ene keer had hij het in de Maas gegooid, dan aan zijn vrouw, Maria Gertrudis Vogels, of aan 'het schreurke' gegeven. Met 'het schreurke', Oud-Limburgs of dialect voor 'de kleermaker', werd Leonard Raemaekers bedoeld, die kleermaker was van beroep. Men verdacht Houben ervan weerhouden te worden door de eed. De dag nadien herriep Houben zijn bekentenis en werd hij opnieuw gefolterd. Pas op 6 mei biechtte hij alles terug op en bevestigde het deze keer ook.

### Zijn dood
Op 3 juni werd Henricus Houben ter dood veroordeeld. Zijn vonnis was dat hij moest worden opgeknoopt aan de galg op het marktplein van Maaseik en er moest blijven hangen als voorbeeld voor anderen. Hiervoor zou hij echter nog eens ondervraagd worden, eventueel door martelen, om zijn medeplichtigen te noemen. De procedure tegen hem werd even door een bevel vanuit Luik gestaakt, waarschijnlijk zou Houben aan de landsheer genade hebben gevraagd. Nadien eiste de geheime raad van de prins-bisschop dat Houben naar Luik moest worden overgebracht. Hij zou het prinsbisdom echter nooit bereiken, want op 12 juli 1785 stierf Houben in zijn gevangeniscel. De omstandigheden zijn verdacht en vermoedelijk pleegde hij zelfmoord. Houben werd twee dagen later op vernederende wijze begraven: naakt, op zijn buik en met zijn benen buiten het graf.